# Mięguszowiecki Balkon

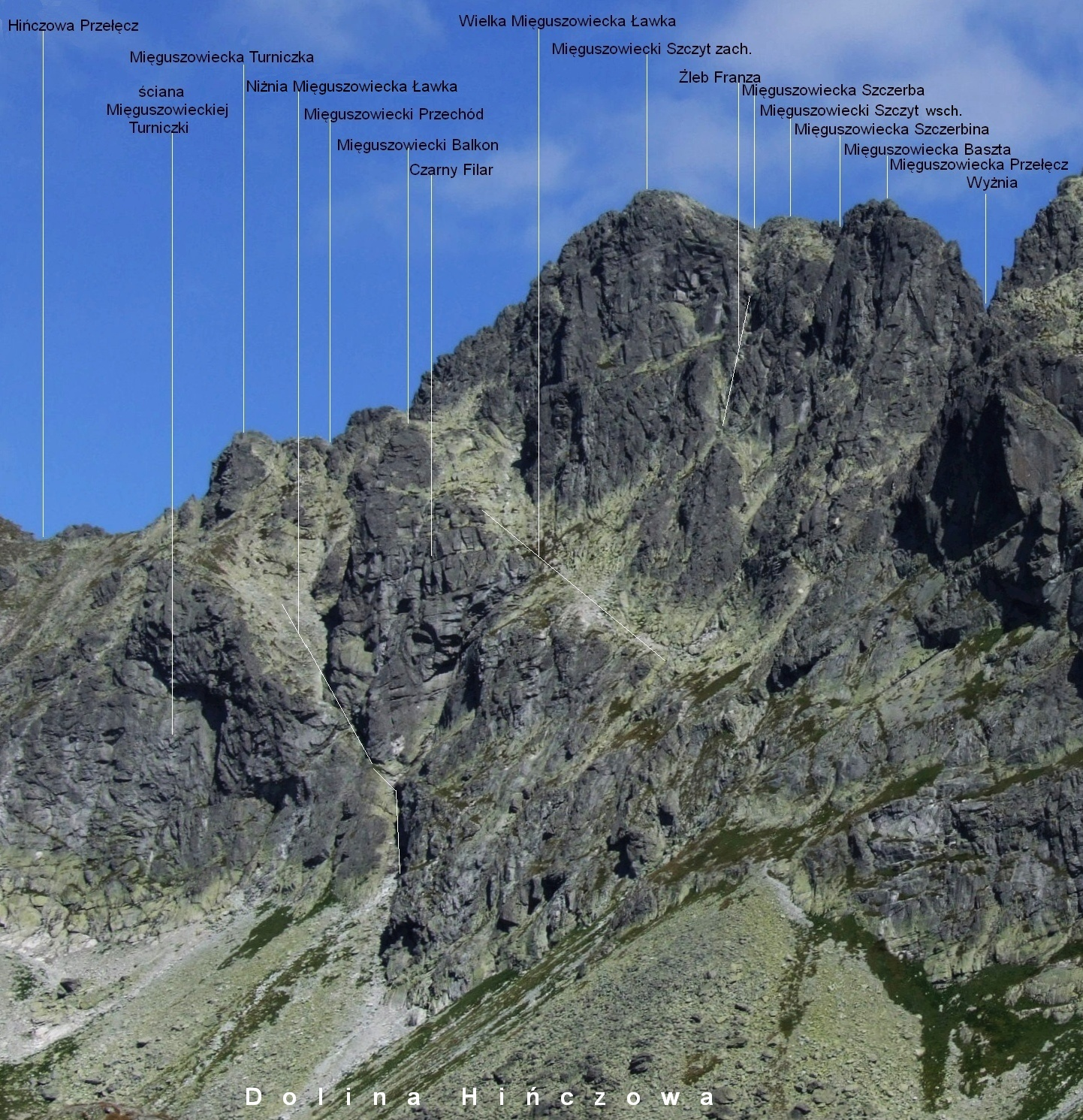
Widok z Doliny Hińczowej

Mięguszowiecki Balkon – niewielki taras na południowej ścianie Mięguszowieckiego Szczytu (2438 m) w Tatrach Wysokich. Znajduje się powyżej Czarnego Filara. Nieco poniżej Mięguszowieckiego Balkonu opada skośnie w dół do piarżysk Doliny Hińczowej system zachodów i półek zwany Niżnią Mięguszowiecką Ławką. Z Mięguszowieckiego Balkonu można też niezbyt trudną wspinaczką (I w skali tatrzańskiej) dostać się na Wielką Mięguszowiecką Ławkę.
Autorem nazwy jest Władysław Cywiński.
Mięguszowieckim Balkonem prowadzą drogi wspinaczkowe na Mięguszowiecki Szczyt:
1. Z Hińczowej Przełęczy omijając zachodnią grań (obejście północno-zachodniej grani z prawej, po stronie Doliny Hińczowej). Z Mięguszowieckiego Balkonu droga pnie się ku grani płytką depresją z niskimi progami przez około 100 metrów. Około 10 metrów poniżej grani zaczyna się system wąskich półek. Półkami w prawo raz w górę, raz w dół około 100 metrów pod wielką niezbyt stromą płytę. Płytą tą w prawo na podwierzchołkowy taras zasłany blokami skalnymi, a z tarasu w lewo na wierzchołek (I , czas przejścia 45 min)[1].
2. Droga po Głazach (od Mięguszowieckiej Przełęczy): Od połączenia z drogą normalną ścieżka prowadzi Wielką Mięguszowiecką Ławką przez trawki, piargi i płyty skalne około 200 metrów w górę na Mięguszowiecki Balkon. Tutaj droga łączy się z drogą z Hińczowej Przełęczy omijającą północno-zachodnią grań.  I, 1 godz. 30 min[1].